# Pieve del Cairo
Pieve del Cairo är en ort och kommun i provinsen Pavia i regionen Lombardiet i Italien. Kommunen hade 1 930 invånare (2018).